# 富士写ヶ岳
富士写ヶ岳（ふじしゃがだけ）は、石川県加賀市にある標高942mの山。『日本百名山』の著者である深田久弥が人生で初めて登った山として知られる。「江沼富士」とも。

## 概要
富士写ヶ岳は、大日山、鞍掛山とともに加南三山と呼ばれることもある。

## 登山
登山コースは「大内コース」と「我谷コース」、「枯渕コース」の3つがあり、どのコースからも約2時間程度で登ることができ、人気の山となっている。また、火燈山経由では4時間程度で富士写ヶ岳に登ることができる。
いずれのコースも北陸新幹線・IRいしかわ鉄道線 加賀温泉駅から約16km、北陸自動車道の加賀ICから約18km。

## ギャラリー

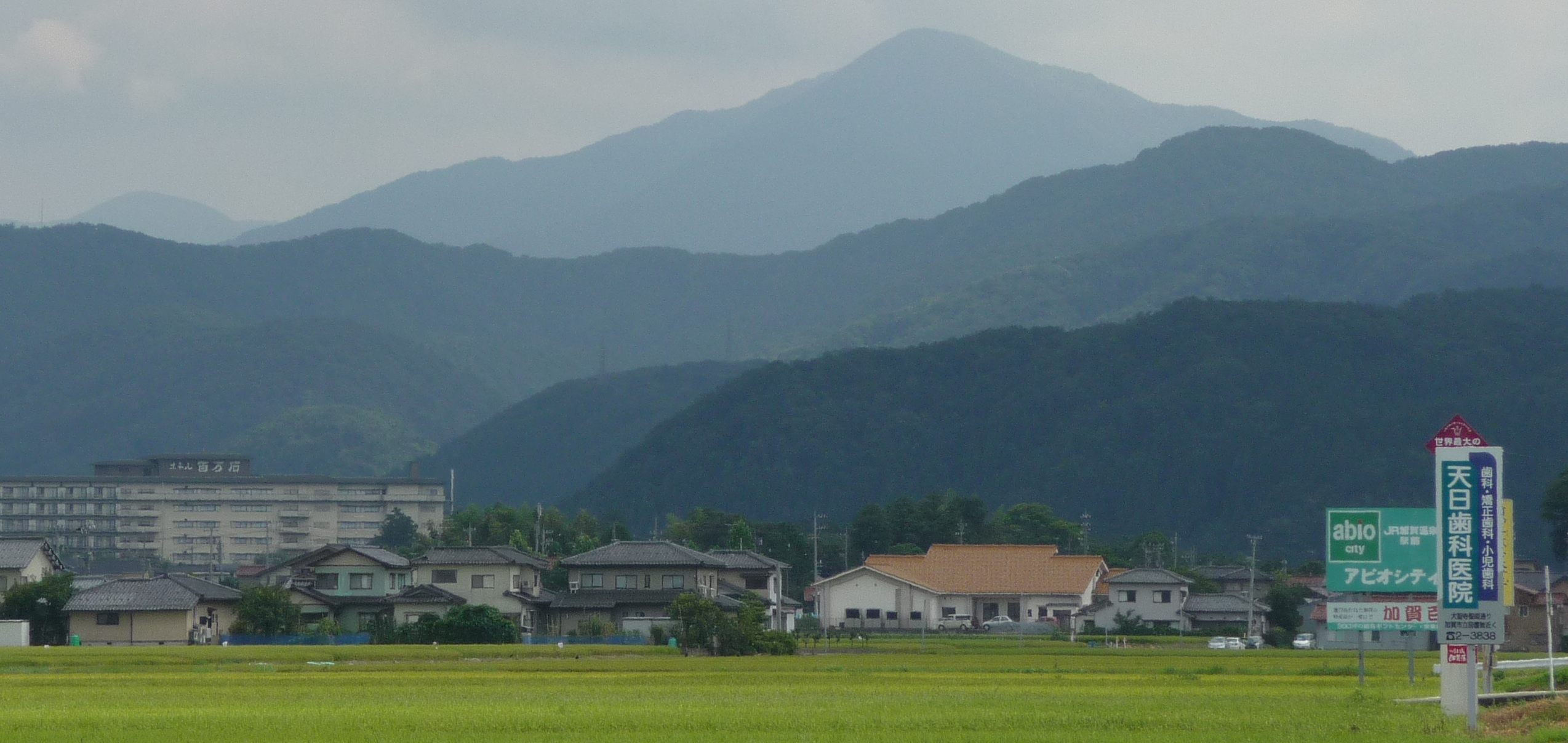
富士写ヶ岳加賀温泉駅付近からの景色
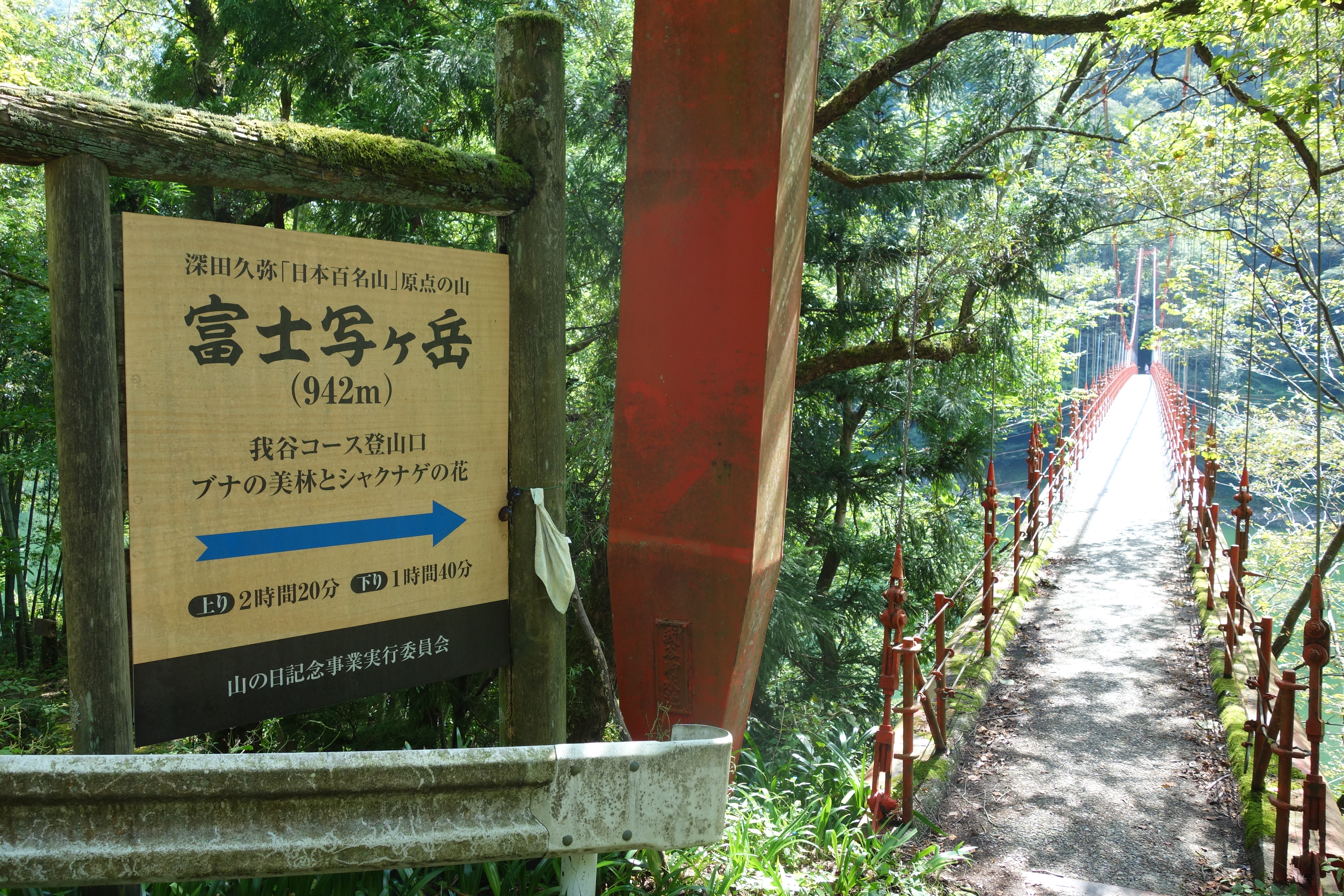
我谷吊橋
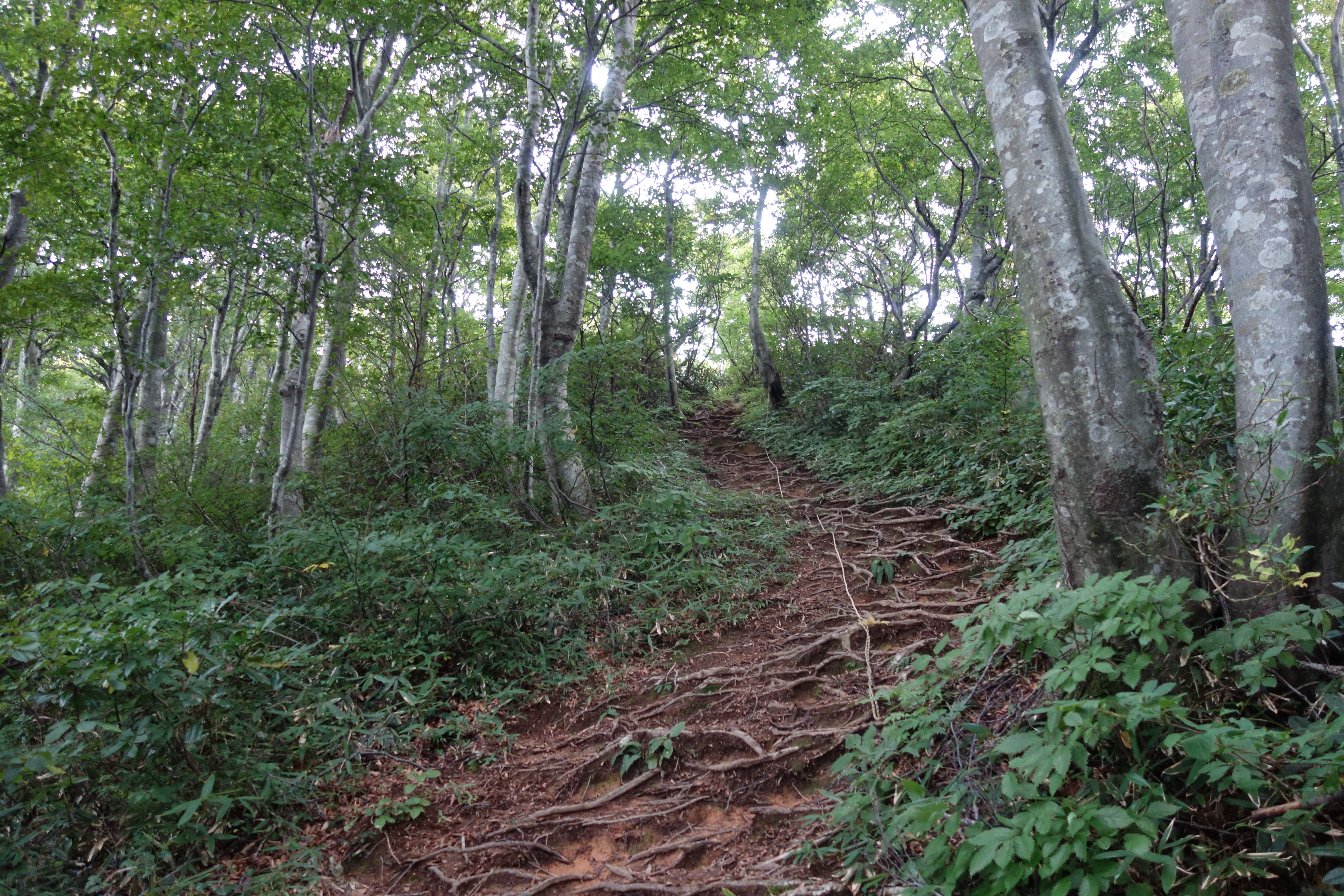
我谷コースの登山道
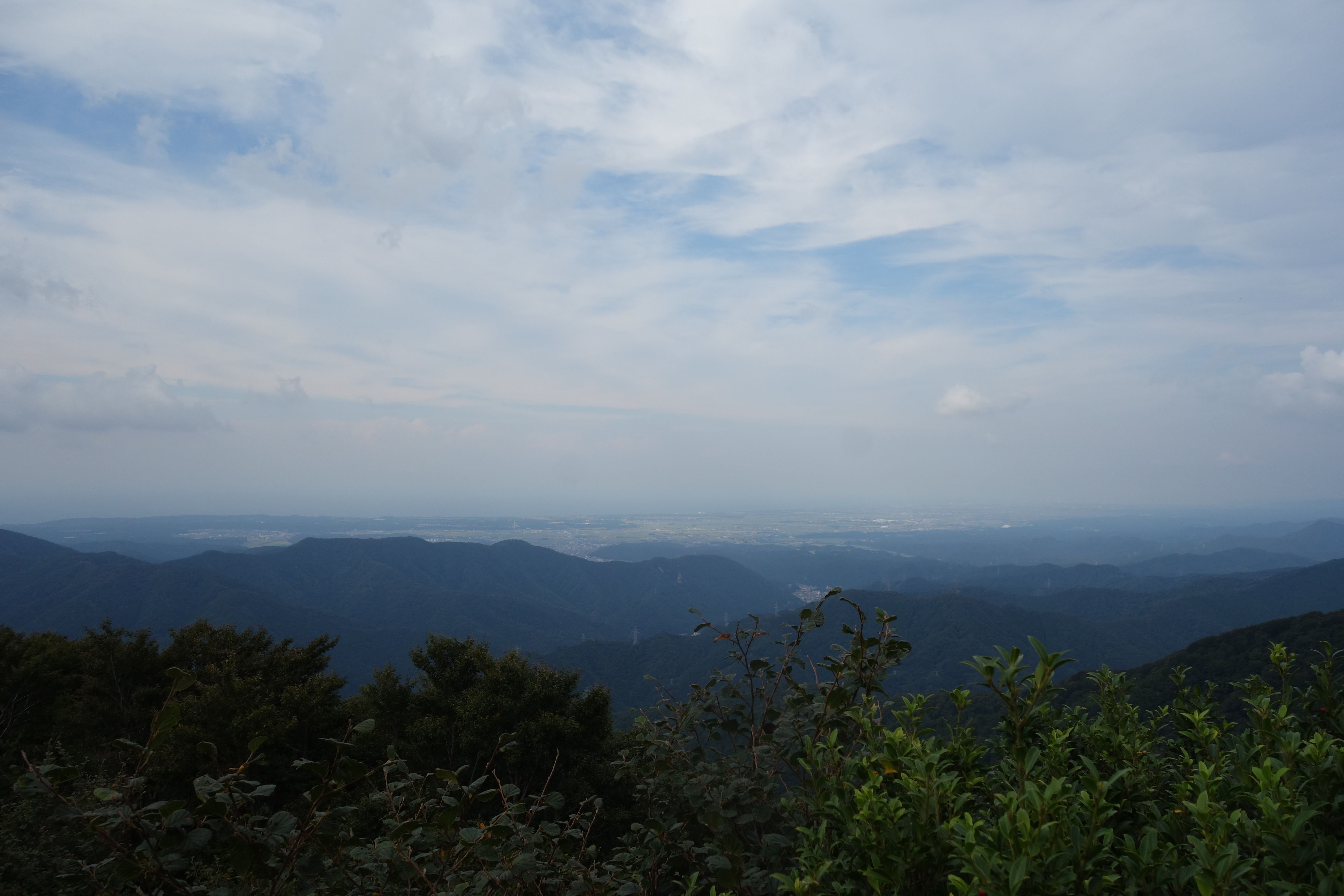
富士写ヶ岳中腹からの景色
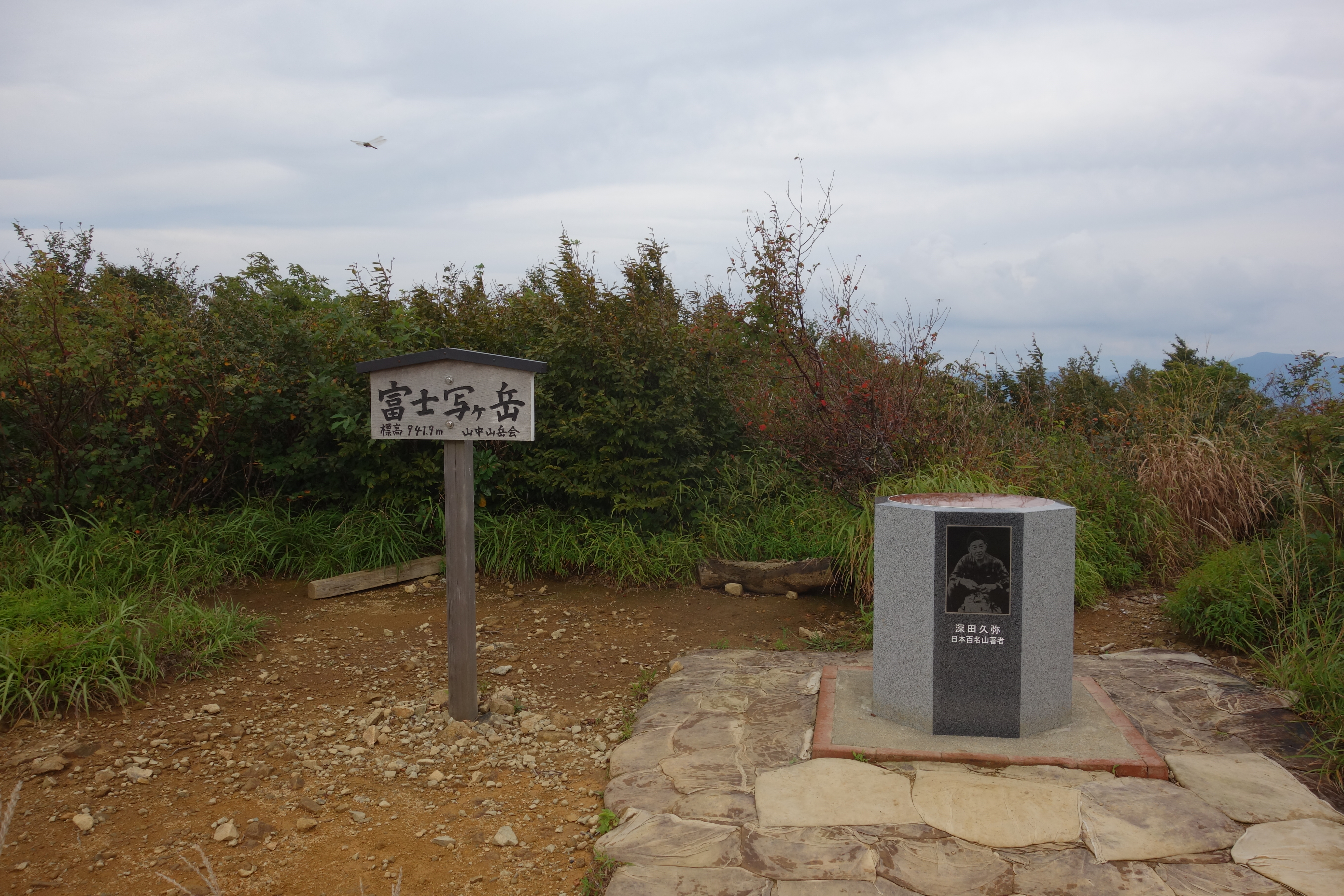
富士写ヶ岳山頂
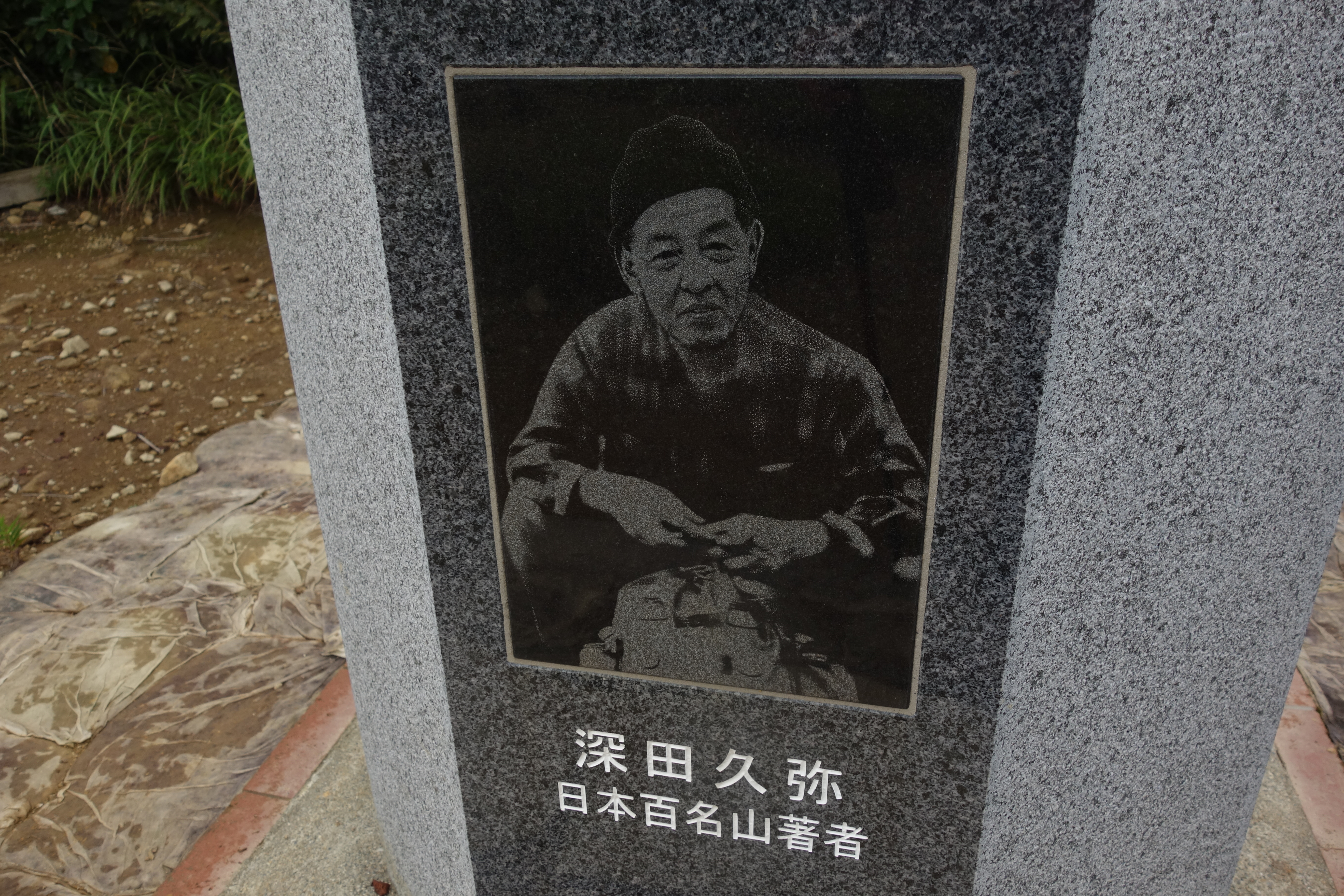
山頂にある深田久弥碑
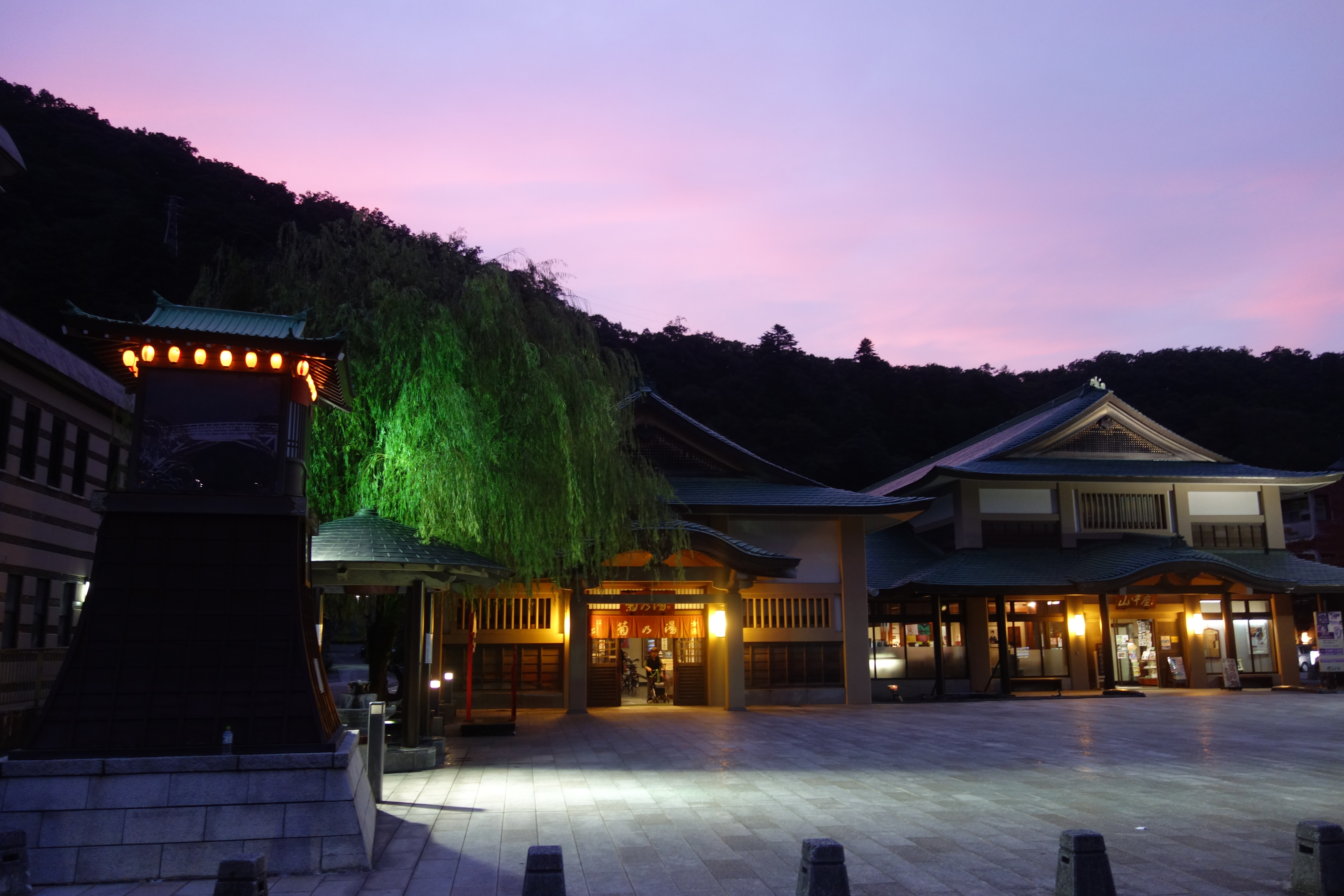
山中温泉総湯菊の湯
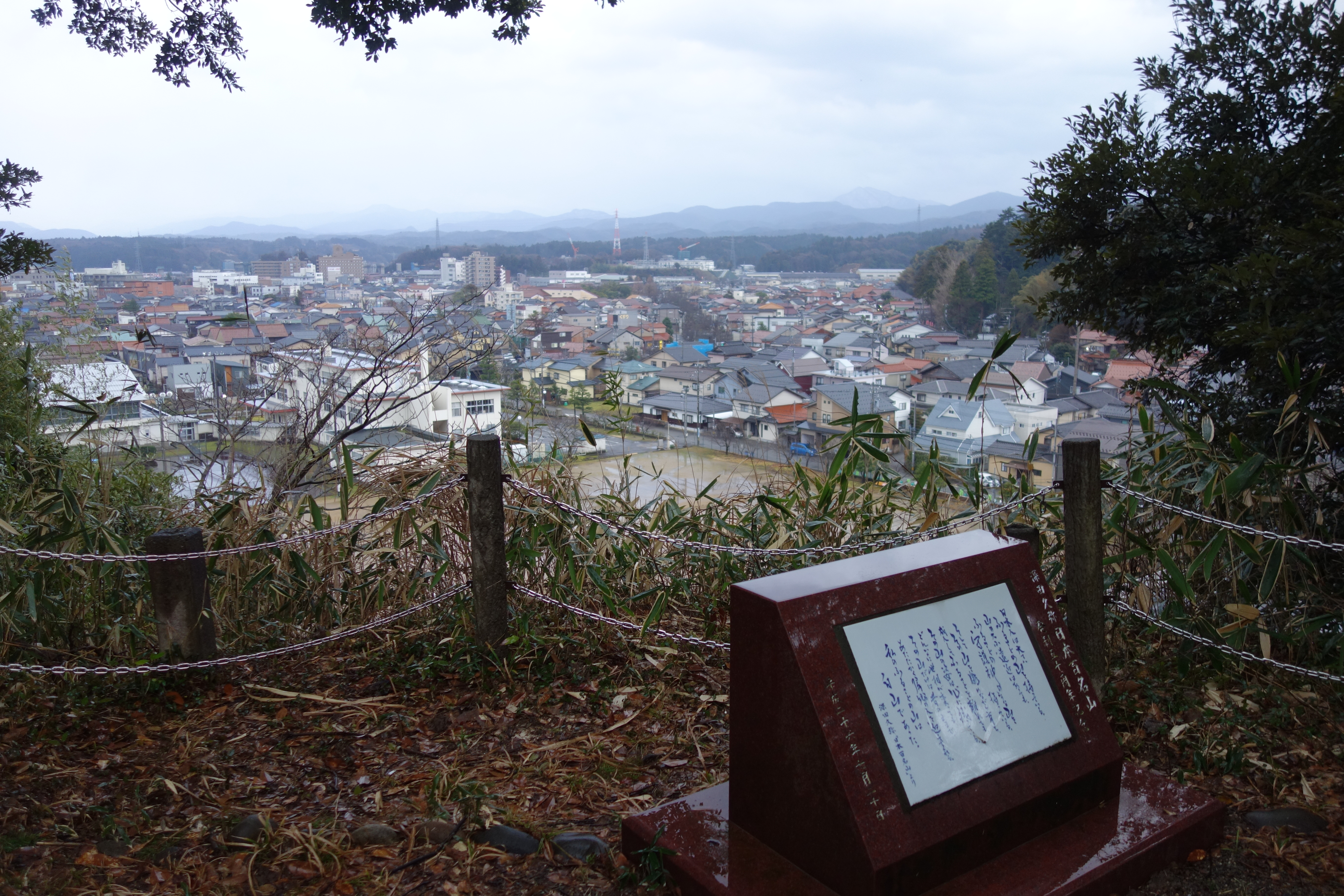
錦城山の深田久弥碑と富士写ヶ岳（右奥）